# Криулин, Валерий Борисович
Валерий Борисович Криулин (29 ноября 1953, Янаул, Башкирская АССР — 20 июня 1996, Челябинская область) — советский легкоатлет, специалист по бегу на длинные дистанции, кроссу и марафону. Выступал на всесоюзном уровне в конце 1970-х — середине 1980-х годов, чемпион СССР по бегу на 10 000 метров и кроссу на 14 км, призёр первенств всесоюзного и всероссийского значения. Представлял Уфу и спортивное общество «Трудовые резервы». Мастер спорта СССР.

## Биография
Валерий Криулин родился 18 марта 1953 года в городе Янаул Башкирской АССР. Занимался лёгкой атлетикой в Уфе, выступал за добровольное спортивное общество «Трудовые резервы».
Впервые заявил о себе на всесоюзном уровне в сезоне 1979 года, когда в беге на 5000 метров закрыл десятку сильнейших на Кубке Правды в Сочи, установив при этом свой личный рекорд — 13:35.90.
В 1980 году на аналогичных соревнованиях в Сочи установил личный рекорд в беге на 10 000 метров — 28:23.50. На чемпионате СССР в Донецке превзошёл всех соперников в той же дисциплине и завоевал золотую награду.
В 1981 году одержал победу в дисциплине 14 км на чемпионате СССР по кроссу в Кисловодске. Попав в состав советской сборной, принял участие в чемпионате мира по кроссу в Мадриде, где занял итоговое 207-е место. На чемпионате СССР в Москве стал восьмым в дисциплине 10 000 метров.
В 1984 году выступил на чемпионате СССР по марафону в Баку, с результатом 2:17:29 пришёл к финишу 15-м.
Умер 20 июня 1996 года на автомобильной дороге Аша — Челябинск.